# Ambasciata d'Italia ad Atene
L'Ambasciata d'Italia in Grecia è la rappresentanza diplomatica della Repubblica Italiana presso la Repubblica Ellenica. Situata ad Atene, sul viale Vasilissis Sofias, si trova in un edificio storico conosciuto con i nomi di Manoir Psycha, Palais Nicolas e Petit Palais.

## La sede
Costruito intorno al 1885 dall'architetto Ernst Ziller, l'edificio che ospita l'ambasciata italiana ad Atene era di proprietà del banchiere Stefanos Psycha. Acquistato dal principe Nicola di Grecia e da sua moglie, la granduchessa Elena Vladimirovna Romanova di Russia, nel 1902, l'edificio fu in seguito noto come Palias Nicolas. Dal 1924 l'edificio venne annesso all'Hotel Grande Bretagne, e fu ribattezzato come Petit Palais. Nel 1930 l'edificio fu sede dall'Ambasciata norvegese. Tre anni dopo, vi si trasferì l'Ambasciata italiana. Infine, il governo italiano acquistò l'intero edificio nel 1955.

### Architettura
In stile neoclassico tedesco, l'Ambasciata italiana combina colonne ioniche al piano terra con colonne in stile corinzio al piano superiore.

## Ambasciatori d'Italia in Grecia
- Paolo Cuculi: dal 27-11-2023
- Patrizia Falcinelli: dall'08-06-2020
- Efisio Luigi Marras:
- Claudio Glaentzer: